# Plastiko
Plastiko je mexická hudební skupina. Pochází z Guadalajary a byla založena v r. 1998. Postupně se vypracovala k osobitému stylu, v němž míchá prvky rocku, ska, funku, swingu, reggae, jazzu a dalších žánrů. Vystupovala na obřích festivalech Acafest v Acapulcu nebo Santo Desmind, vyhrála několik prestižních hudebních soutěží, což jí vyneslo smlouvu s vydavatelstvím Warner music. Složení kapely: Jaffo (zpěv), Omar Guevara (kytara), Chubaka (baskytara), Abraham "El Chicho" (bicí), Arturo Santillanes "El Tiburon" (saxofon), Chemin Santillanes (trubka), Jerry Esparza (trombón). Natočili tato CD: Plastiko, Mondo Groovy, Amanecer Fantastic, En vivo, Con una pequeña ayuda de mis amigos.